# NGC 6565
NGC 6565 هي مجرة تتبع كوكبة الرامي. اكتشفها إدوارد تشارلز بيكرنج في 14 يوليو 1880.

## روابط خارجية
- NGC 6565 على موقع ويكي سكاي: DSS2, SDSS, GALEX, IRAS, Hydrogen α, X-Ray, Astrophoto, Sky Map, Articles and images